# Orliczka kreteńska

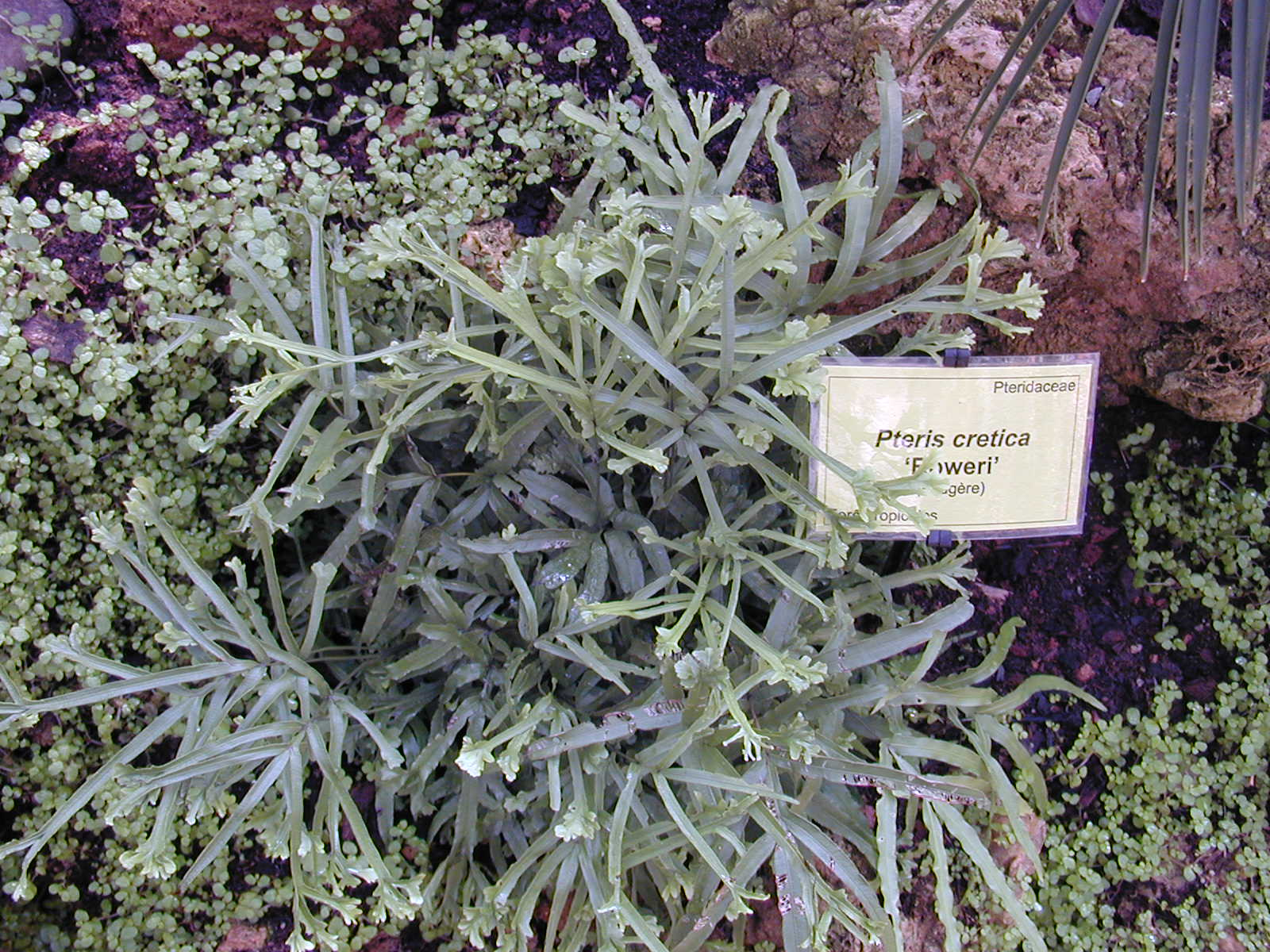
Kultywar 'Powerii'

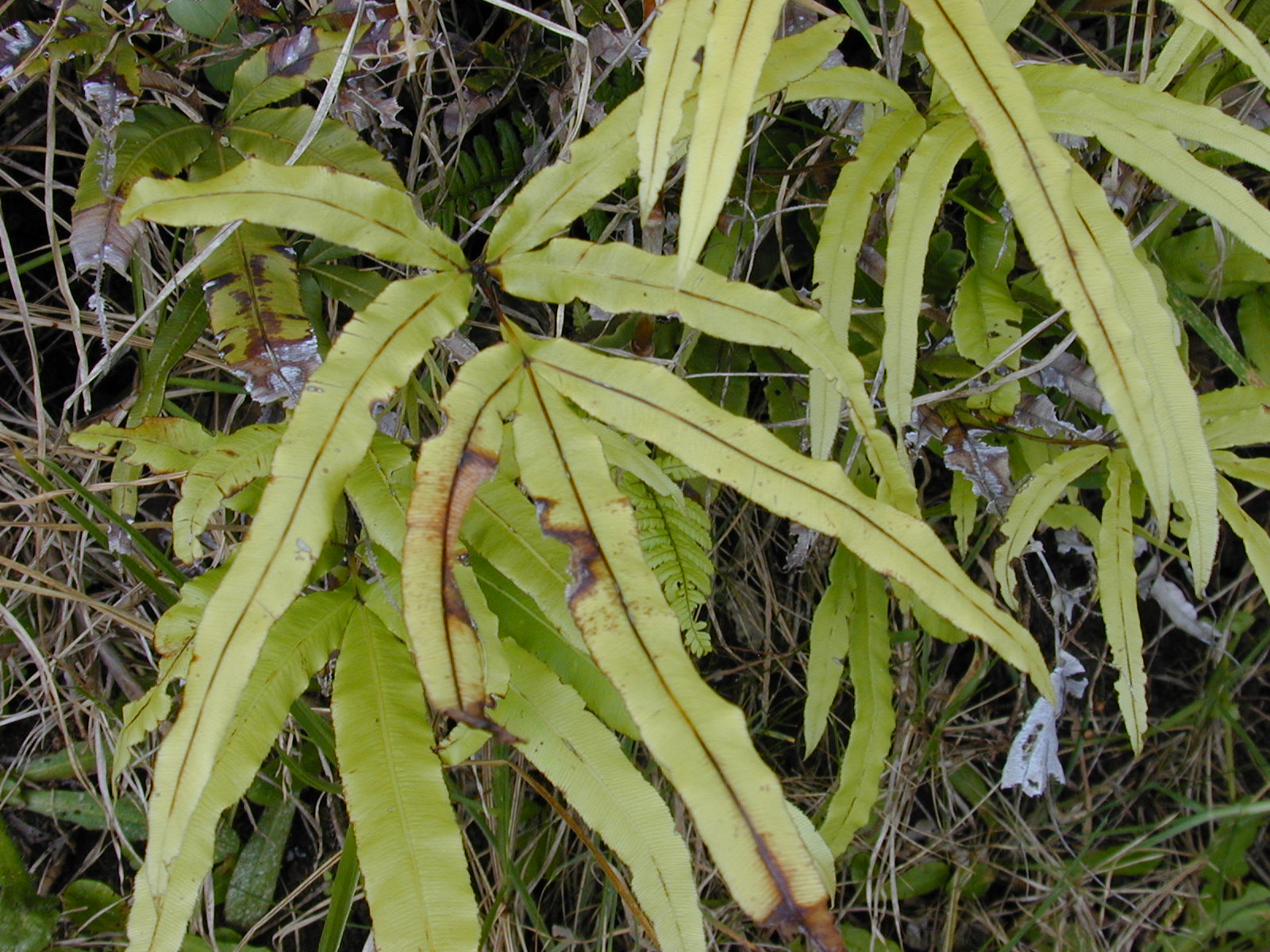
P. cretica var. cretica w swoim naturalnym środowisku

Orliczka kreteńska (Pteris cretica) – gatunek paproci należący do rodziny orliczkowatych. Jest szeroko rozprzestrzeniony; w środowisku naturalnym rośnie dziko w Azji, Europie, Afryce i w Ameryce Środkowej. W wielu krajach jest uprawiany jako roślina ozdobna.

## Morfologia
Paproć o długoogonkowych, pojedynczo nieparzysto-pierzaście złożonych liściach składających się z kilku dużych listków. Liście mają długość do 30 cm i są ich 2 rodzaje; większe, sztywno wzniesione liście zarodnikonośne i mniejsze, łukowato zwieszające się w dół liście płonne. Roślina wytwarza kłącza. Zarodnie z zarodnikami powstają na brzegach podwiniętych listków. Występuje w dwu odmianach:
- Pteris cretica var. albolineata – o jasnych, zielono obrzeżonych liściach
- Pteris cretica var. cretica – o jednolicie zielonych liściach

## Zastosowanie
W Polsce jest uprawiana jako ozdobna roślina pokojowa. Prawidłowo pielęgnowana jest rośliną długowieczną. Niektóre odmiany (np. P. cretica 'Wimsettii') są uprawiane również pod osłonami (w tunelach foliowych i szklarniach), a ich ozdobne, karbowane liście są wykorzystywane do bukietów, wieńców i wiązanek.

## Uprawa
- Wymagania. Jest łatwa w uprawie, wśród paproci wyróżnia się dość dobrą tolerancją na suche powietrze w naszych mieszkaniach. Jako podłoże najlepsza jest ziemia torfowa. Lubi wilgotne powietrze, aby jej to zapewnić należy doniczkę ustawić w pojemniku ze stale wilgotnym torfem. Latem odpowiednia jest temperatura ok. 21 °C, źle toleruje wysokie temperatury. Zimą temperatura nie powinna być niższa od 10 °C. Liści nie należy nabłyszczać.
- Sposób uprawy. Wymaga obfitego podlewania; latem codziennie, zimą 2–3 razy tygodniowo, tak, by ziemia w doniczce nigdy nie przeschnęła. Podlewać należy wodą bezwapniową. Aby zapewnić odpowiednią wilgotność należy roślinę spryskiwać wodą, szczególnie w zimie, gdy powietrze jest suche od centralnego ogrzewania, oraz podczas letnich upałów. Spryskiwanie wystarcza też do zmycia liści z kurzu. Przesadza się roślinę do większej doniczki co roku na wiosnę. Latem nawozi się połową zalecanej dawki płynnych nawozów wieloskładnikowych raz na 2 tygodnie, zimą raz na miesiąc.
- Rozmnażanie. Najłatwiej przez podział rozrośniętej kępy podczas wiosennego przesadzania. Fachowcy rozmnażają tę paproć również przez zarodniki. Zazwyczaj paproć samorzutnie rozsiewa się i często w pojemniku wyrastają z zarodników młode paprocie, które można rozsadzić.